# عاصم بن الزبير
عاصم بن الزبير بن العوام الأسدي القرشي أبوه الصحابي الجليل الزبير بن العوام، وأمه الصحابية أسماء بنت أبي بكر، وجده لامه أبو بكر الصديق خليفة رسول الله ﷺ وأخوه الخليفة عبد الله بن الزبير. قال مصعب بن عبد الله الزبيري كل بني الزبير بن العوام لهم أعقاب إلا عاصم بن الزبير ليس له عقب هلك غلاماً.